# Museu Histórico da Colonização Alemã (Domingos Martins)
O Museu Histórico da Colonização Alemã fica na Casa da Cultura na região central do município capixaba de Domingos Martins, colonizada por imigrantes alemães, pomeranos (vindo da Pomerânia) e italianos, e presta homenagem aos imigrantes alemães e pomeranos que chegaram a Domingos Martins, no século XX.

## Histórico
O espaço cultural do Museu Historíco da Colonização Alemã foi inagurado em 17 de dezembro de 1983, e fica num imóvel da Casa da Cultura construído em 1915 pelo Augusto Schwambach. O museo conta um pouco do historíco da imigração alemã no Espírito Santo, tem um grande acervo de fotografias,  móveis, telefones, máquinas de escrever, documentos e outros objetos, que pertenceram a esses imigrantes e seus descendentes que chegaram à região. Tornando-se a primeira instituição museológica, conhecida hoje como Patrimônio Histórico Estadual.

## Outras atividades
O Museu Histórico da Colonização Alemã desempenha um papel fundamental no resgate da cultura alemã na região, com a preservação do “Hunsruck”, um dialeto de origem germânica, ensinado no museu para que seja transmitido para futuras gerações. Para além do ensino da língua Pomerana e da língua Hunsrriqueana, a gastronomia também é retratada no museu, como a máquina de fazer waffle e o ralador de chucrute, um dos pratos mais conhecidos da gastronomia alemã, que vieram na bagagem dos primeiros colonos.